# ジェイアールバス関東小諸支店

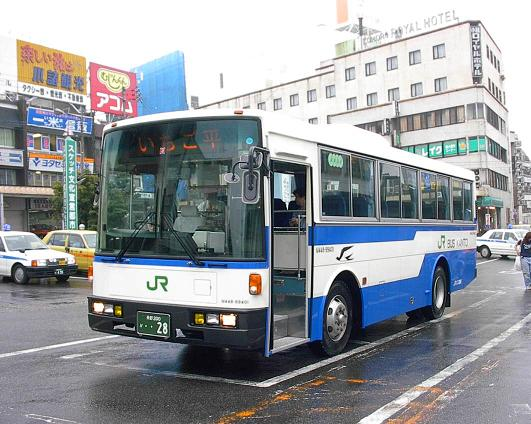
白樺高原線 M448-99401（2003年8月、小諸駅）

ジェイアールバス関東小諸支店（ジェイアールバスかんとうこもろしてん）は、長野県小諸市与良町にあるJRバス関東の営業所。
2018年（平成30年）6月1日に同市紺屋町から同地に移転した。

## 所在地

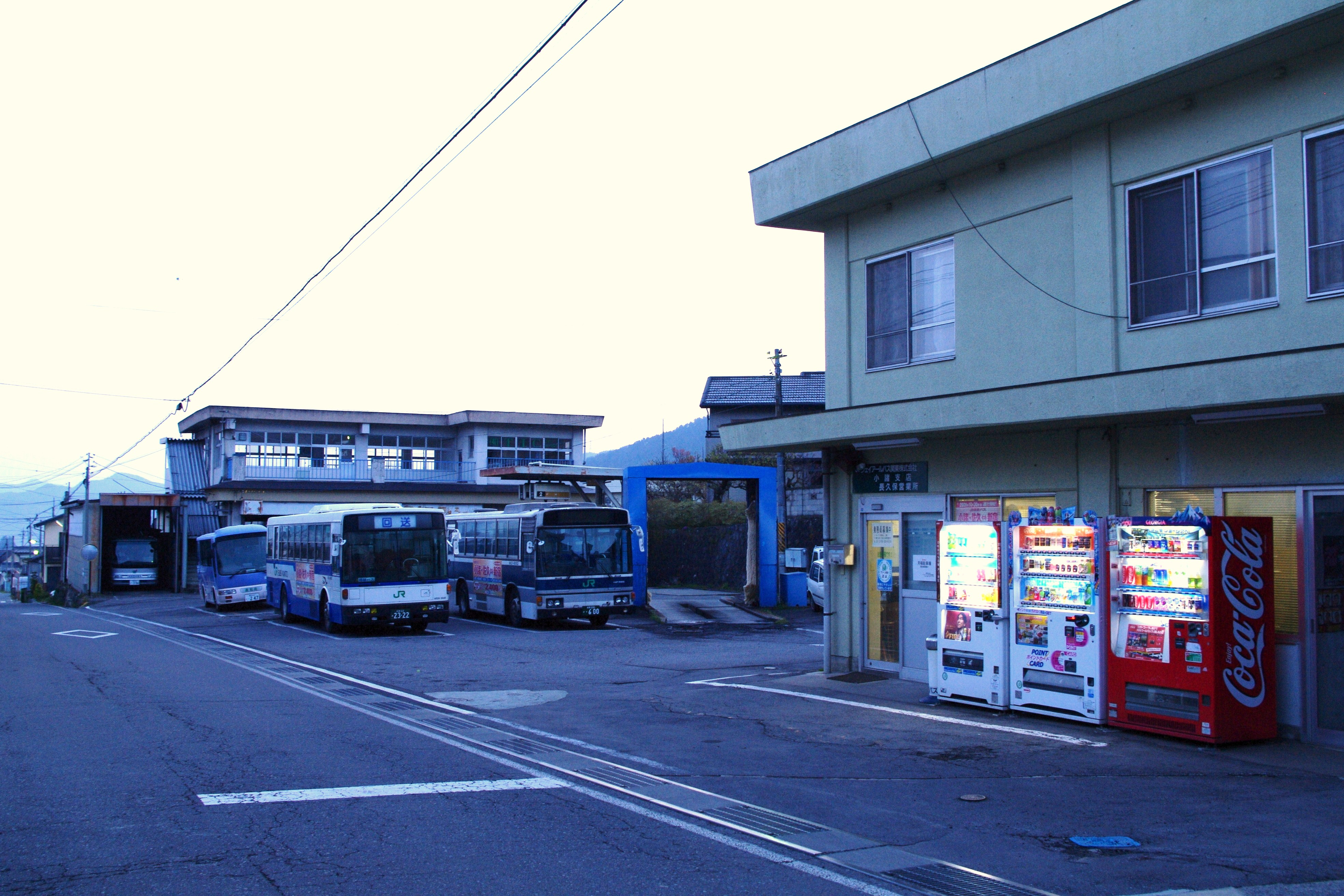
小諸支店長久保営業所

### 小諸支店
- 長野県小諸市与良町3-1-3

### 長久保営業所
- 長野県小県郡長和町長久保555
  - 最寄りバス停
長久保（和田峠北線）

### 真田営業所（廃止）
- 長野県小県郡真田町大字長3578

## 所属車両のナンバー
- 小諸支店・長久保営業所・真田営業所（閉鎖）とも長野ナンバー。

## 概要
かつては観光地を多く抱える路線として「鉄道線の培養」を使命としていたが、乗客減による路線廃止により規模が縮小されてしまい、現在は高速バスや地域輸送が主体になっている。1997年の北陸新幹線先行開通時には佐久平駅に乗り入れるなど積極策も見られたが、2004年に廃止された。
また、信越本線横川駅 - 軽井沢駅廃止に伴うの代替バス（碓氷線）の運行は、当支店が担当している。同区間において、夏季から秋季に碓氷峠の旧道で観光名所「めがね橋」を経由する便も運行日限定で1往復運行している。2019年度からは軽井沢地区の慢性的な渋滞により同便の運行日が大幅に削減されている。2025年度は秋のみの運行を検討中。
同支店が上信越自動車道の沿線にあることから、東京と金沢を結ぶグランドリーム金沢号、青春ドリーム金沢号を小諸支店で担当し、東部湯の丸サービスエリアで西日本JRバスの乗務員との交代を行っていた。
施設・設備の老朽化と敷地が手狭になってきたことを受け、2018年6月1日に、小諸市から購入していた 与良町の「ふれあいプラザ小諸　ViO（ヴィオ）」跡地へ移転した。隣接地に高速バス利用者駐車場も設けられ、利便性の向上が期待されている。
長野県内の豊富な観光地をバスで巡る定期観光バスの運行も積極的に行なっていた。2018年度には「信濃路めぐり号」、2019年度には「善光寺・戸隠と小布施号」を運行している。2021年度は中国JRバスのオープントップバス「めいぷるスカイ」を借り受け、清里高原と軽井沢町で運行した。
長久保営業所では和田峠北線と長和町から委託される町営巡回バスを担当し、上田～長久保間をJRバス関東の一般路線バスとして、長久保から先はJRバス関東に運行委託する長和町営バスとして直通運行されている。2019年4月4日改正では、日中帯（9時～14時まで）の3便については、丸子中央病院～上田間は運行がなくなり、上田へは接続する千曲バスへの乗り換える形となった。2024年4月1日改正では、日中帯の丸子中央病院折り返し便も削減され、上田～長久保間は3往復と朝の長久保→丸子中央病院の片道1便のみとなった。長和町より運行受託している巡回バス「ながわごん」は2024年4月1日よりAIによる予約・配車システムによるデマンドバス「ながわごん」に変更した（平日5台、休日3台が稼働）。同営業所の職員数は8人（うち女性1人）（2020.3.13現在） と小規模の事業所となっている。
2020年4月1日現在、22台（高速車4台、一般路線車9台、貸切登録車9台（通園バス2台は含むが小諸市・長和町の所有車は含まず））が配置されている。以前は日産ディーゼル製がメインだった。
2023年2月に小諸市と共同で中国BYD社製小型EVバスを1台購入し、「ｅ-ミライ（いいみらい）号」として市コミュニティバスで運行していた。EVバス・e-ミライ号　（旧こもこむ号）は小諸市の新たな公共交通の構築を目指し、現在スクールバスとして運行（学生専用で一般の利用は不可）。

## 沿革
- 1945年（昭和20年）11月1日 - 岩村田自動車区を開設。
- 1956年（昭和31年）12月10日 - 小諸自動車営業所を開設し、岩村田自動車営業所と下諏訪自動車営業所長久保支所が小諸自動車営業所支所となる。
- 1958年（昭和33年）4月1日 - 岩村田支所が派出所となる。
- 1987年（昭和62年）4月1日 - 国鉄分割民営化に伴い、東日本旅客鉄道関東自動車事業部小諸自動車営業所に改称。
- 1988年（昭和63年）4月1日 - バス部門分割子会社化により、ジェイアールバス関東小諸営業所に改称。
- 1989年（平成元年）5月1日 - JRバス関東の組織替えにより小諸支店に改称、長野原支店の管轄だった真田支所（→真田営業所）が当支店管轄の営業所となる。
- 1997年（平成9年）10月1日 - 碓氷線運行開始。
- 2004年（平成16年）12月18日 - 鹿沢菅平線全線・白樺高原線の佐久平駅 - 東白樺湖間・東餅屋 - 美ヶ原美術館・山本小屋間・姫木平中央 - 西白樺湖間を廃止[8]。
- 2009年（平成21年）10月30日 - 高速バス小諸・佐久 - 新宿線運行開始。
- 2013年（平成25年）4月1日 - 高速バス小諸・佐久 - 新宿線のうち1往復を高峰温泉（冬季はアサマ2000スキー場）まで路線延長。
- 2015年（平成27年）10月1日 - 高速バス「青春ドリーム信州号」運行開始[9]。
- 2017年（平成29年）
  - 4月1日 - 小諸市「愛のりすみれ号」御牧ヶ原線の運行を受託。
  - 11月6日 - 移転予定地にて新支店舎の建設安全祈願祭を執行[10]。
- 2018年（平成30年）6月1日 - 小諸市紺屋町から同市与良町に移転した。同時に、高速バス「佐久・小諸線」では「御幸町」停留所を廃止し、「JRバス小諸支店前」停留所を新設[1]。
- 2019年（平成31年）
  - 4月5日 - 定期観光バス「善光寺・戸隠と小布施号」を運行開始[11]。
  - 4月20日 - 碓氷線の旧道経由の「めがねバス」を補完する形で横川駅 - 熊ノ平駐車場間の「碓氷旧道シャトルバス」を運行開始。特定日に5往復設定。
- 2020年（令和2年）
  - 10月1日 - 長和町内巡回バスを再編（支線道路でワゴン車による曜日別運行や白樺湖線（特定日のみ運行）を新設など）。
- 2021年（令和3年）
  - 8月1日 - オープントップバスで行く「信州の旅」「八ヶ岳高原コース」を運行開始。
  - 8月20日 - 小諸市にて市内巡回線の試験運行を開始（受託）。主にEVバス「こもこむ号」を使用する。
- 2023年（令和5年）
  - 2月7日 - 市内巡回線でEVバス新車両「e－ミライ号」を運行開始。
- 2024年（令和6年）
  - 4月1日 - 長久保営業所が長和町より運行受託している巡回バス「ながわごん」をAIによる予約・配車システムによるデマンドバス「ながわごん」に変更。
  - 12月27日 - 運行を休止していた「青春ドリーム信州号」（小諸・長野～京都・大阪）を年末年始期間に運行（1月5日発まで）。

## 現在の所管路線

### 高速バス

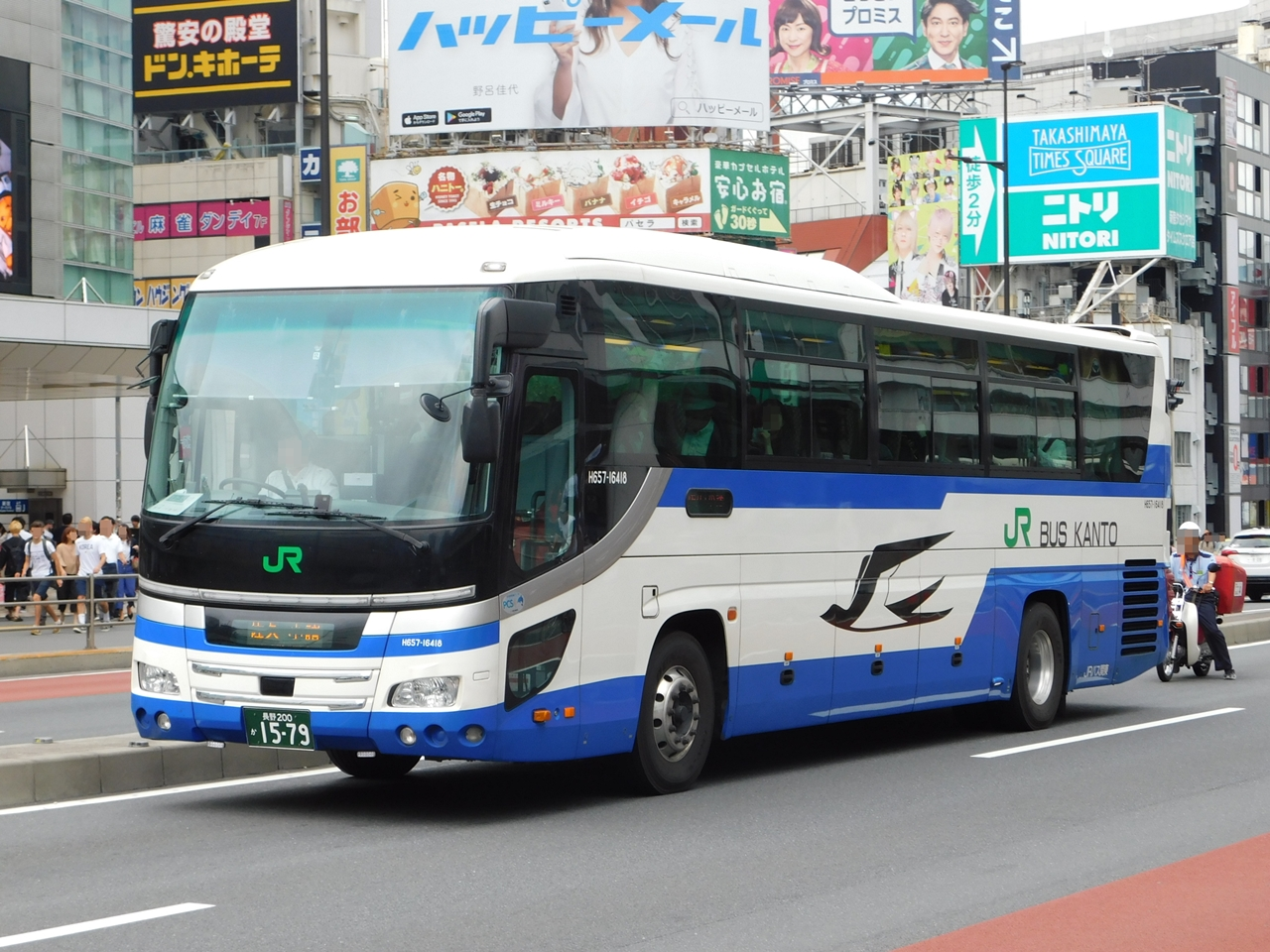
小諸・佐久 - 新宿線 H657-16418

- 佐久・小諸号（高峰高原・小諸・佐久 - 新宿線）：バスタ新宿 - 中野坂上（降車専用） - 練馬駅（区役所前） - 佐久インター東 - 岩村田駅前 - 佐久平駅（蓼科口） - JRバス小諸支店前 - 小諸駅（ - きのこの森 - 高峰マウンテンリゾート）

※上下便とも上里SAで休憩。
※佐久平駅 〜 坂ノ上小学校 〜 きのこの森 〜 浅間登山口 〜 高峰高原ホテル ～ 高峰マウンテンリゾート間は一般路線バスとして運転。
※車両は小諸支店所属車と東京支店管理車を使用。
路線沿革
- 2009年（平成21年）10月30日 - 開業。1日8往復。
- 2010年（平成22年）6月15日 - この日の出発便より佐久平駅に停車。土曜・休日のみ2往復増便（91 - 94号）。あわせて運賃制度を改定（片道運賃を3,000円から2,500円に値下げ、事前購入割引・ツインチケット・トリプルチケットを廃止。期間限定で事前購入割引（早売3）を設定。
- 2013年（平成25年）4月1日 - 1往復を高峰温泉（冬季はアサマ2000スキー場）まで路線延長（佐久平駅 - 高峰温泉・アサマ2000スキー場間は高峰高原線として運行）。
- 2016年（平成28年） 4月4日 - 新宿駅南口にバスタ新宿開業。これに伴い発着場所を移転[12]。
- 2018年（平成30年） 6月1日 - 「御幸町」停留所を廃止し、「JRバス小諸支店前」停留所を新設。
- 2018年（平成30年） 7月21日 - 週末運行便1往復を毎日運行とする。あわせて休憩場所を上下便とも寄居PAから上里SAに変更[13]。
- 2018年（平成30年） 12月1日 - 女性専用席を設定。
- 2019年（令和元年）7月16日 - 一部の上り便が中野坂上に停車開始（降車専用）。
- 2019年（令和元年）10月1日 - 消費税率引き上げに伴う運賃改定[14]。
- 2020年（令和2年）4月9日 - 新型コロナウイルスの影響により、この日より当面の間運休[15]。
- 2020年（令和2年）6月1日 - 一部の便の運行を再開。
- 2022年（令和4年）4月28日 - 「アサマ2000スキー場」バス停を「高峰マウンテンリゾート」に名称変更し、通年乗り入れ化。冬季は「高峰温泉」バス停は通過する。

- グランドリーム金沢号・青春ドリーム金沢号（乗務員のみ／車両は東京支店管理）

西日本JRバスと共同運行。運行会社、運行車両を問わず上野駅／東京ディズニーランド - 東部湯の丸SA間の運転業務を担当。
- 新宿ファンタジア号：バスタ新宿 - TDR（車両は東京支店管理）
- 上州ゆめぐり号の一部便

### 路線バス
- 碓氷線
  - 直行便（横川駅 - 軽井沢駅）※貸切免許
  - めがねバス（横川駅 - めがね橋 - 熊の平 - 軽井沢駅）※運転日限定
  - 碓氷旧道シャトルバス（横川駅 - めがね橋 - 熊ノ平駐車場）※運転日限定
  - 碓氷旧道臨時直行バス（横川駅 - くつろぎの郷）※運転日限定
  - 横川駅～軽井沢駅間で、事前購入のWEB割引乗車券を高速バスネットプラスで発売している

- 高峰高原線（佐久平駅 - 小諸駅 - 坂ノ上小学校 - きのこの森 - 浅間登山口 - 高峰高原ホテル前 - 高峰温泉 - 高峰マウンテンリゾート）
  - バスタ新宿 -（佐久平駅）- 小諸駅 - 高峰マウンテンリゾート間の高速バスとの直通便が1往復運行される
  - 冬期期間中は高峰温泉を通過し、高峰マウンテンリゾートで高峰温泉送迎車に乗り換えとなる
  - 佐久平駅・小諸駅～高峰高原間で、事前購入のWEB割引乗車券を高速バスネットプラスで発売している[16]
  - バス車内で「ASAMA2000パーク割引リフト券」を発売する
  - 冬期期間中、高速バス「小諸駅～高峰マウンテンリゾート」間は、積雪等によりタイヤチェーンを巻いたバスに乗り換えとなる場合がある
- 和田峠北線（上田駅 - 大屋駅前 - 中央病院前 - 丸子町 - 長久保）（長久保営業所が担当）
  - 日中は、中央病院前 - 長久保間の運行が主体
  - 長和町巡回バス（長久保 - 男女倉・姫木平中央・美ヶ原高原郷別荘）との直通便もある
  - 2020年4月6日より学生系統を主とする便をスクールバスとする。 （生徒の登下校の安全対策のため）

　　　※スクールバスとなる便（一般客は乗車不可）

　　　長久保7：45発松島経由長久保行き

　　　長門小学校15：00・16：00発姫木平中央行き

　　　長門小学校15：00発松島経由長久保行き・長門小学校16：00発蓼科高校行き

　　　信濃松島18：25発姫木平中央行き
- - 2020年10月1日より蓼科高校便のスクールバス化し、長窪古町 - 蓼科高校間の乗合バスの運行を廃止。長和町巡回バスでは白樺湖線を新設の上、利用の少ない路線の日中帯を曜日限定に切り替え[17]。

 乗降方式 
- 前乗り・前降り

※交通系ICカードは非対応

### その他
- 小諸市スクールバス
- 長和町デマンドバス「ながわごん」、通園バス（長久保営業所）

## 過去の路線
- きよさと号（乗務員のみ：東京駅 - 清里・八ヶ岳高原）
- つくば号（乗務員のみ：東京駅 - つくばセンター）
- 東京 - 吉川・松伏線 （乗務員のみ：東京駅 - 吉川・松伏バスターミナル）
- 金沢エクスプレス号（乗務員のみ：新宿駅 - 東部湯の丸SA）
- 鹿沢菅平線（上田駅 - 真田 - 菅平高原）
- 白樺高原線（いちご平 - 望月 - 西白樺湖 - 霧ヶ峰 - 東餅屋 - 扉峠 - 美ヶ原落合 - 山本小屋 - 美ヶ原美術館）
- 蓼科高原線（蓼科牧場 - 南平 - 蓼科温泉）
- 蓼科高原線（南平 - 東白樺湖）
- 和田峠北線（長久保 - 上和田 - 美ヶ原落合）
- 御牧ヶ原線（小諸駅 - いちご平）
- 小諸市コミュニティーバス（小諸すみれ号） ※2016年3月31日をもって運行終了[18]。
- ドリーム信州号（佐久平駅・上田駅・長野駅 - 京都駅・大阪駅）※青春ドリーム信州号の多客期の臨時便として運行
- 小諸市「愛のりすみれ号」御牧ヶ原線
- 小諸市「市内巡回線」EVバス・e-ミライ号（旧こもこむ号）

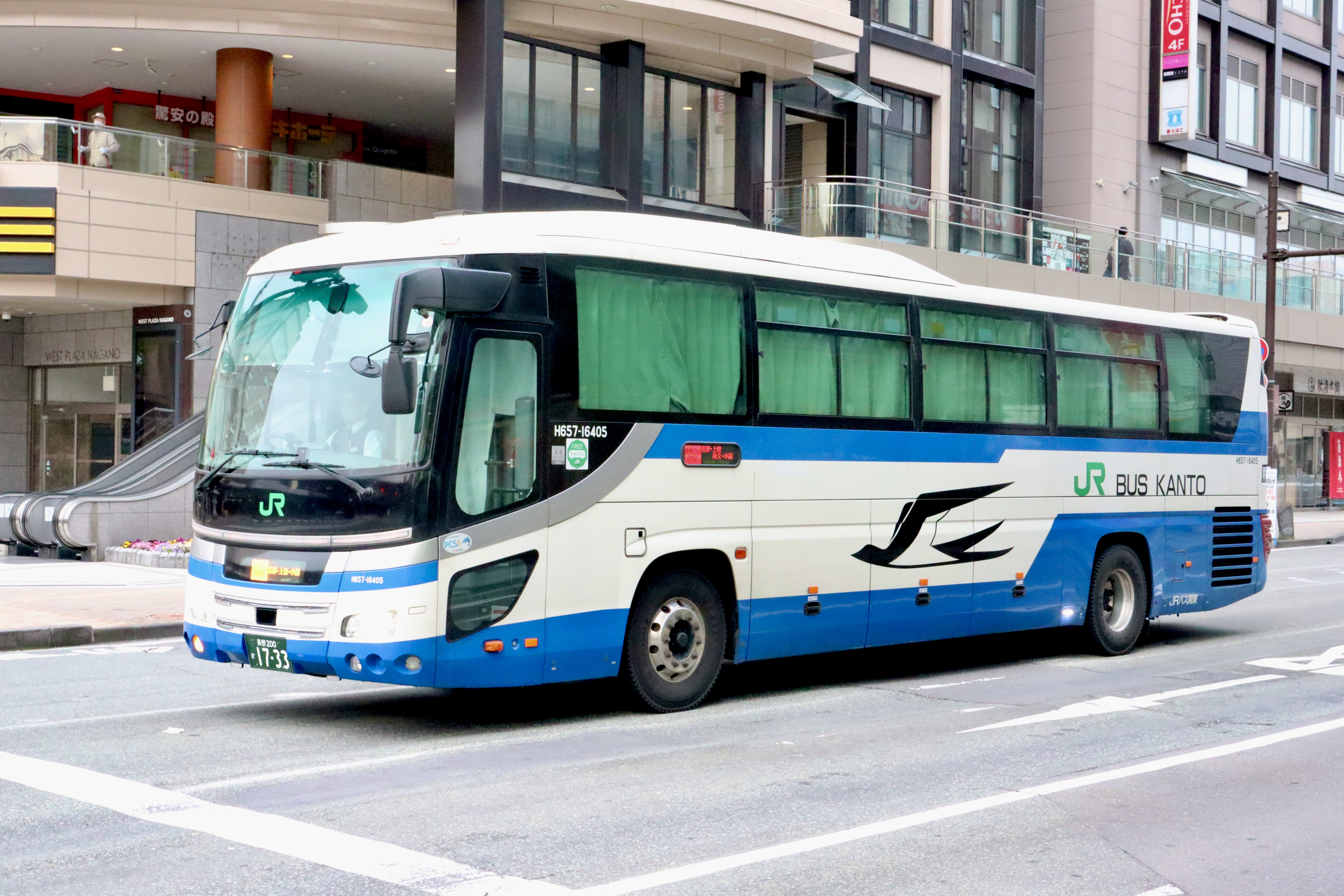
青春ドリーム信州号 H657-16405

- 青春ドリーム信州号：小諸駅・佐久平駅・上田駅・長野駅 - 京都駅・大阪駅・ユニバーサル・スタジオ・ジャパン(USJ)

路線沿革
- 2015年（平成27年）10月1日 - 運行開始（西日本JRバスと共同運行）[9][19]。
- 2016年（平成28年）7月15日 - 小諸駅 - 佐久平駅間路線延伸[20]。
- 2020年（令和2年）4月8日 - 新型コロナウイルスの影響により、この日より当面の間運休[15]。
- 2020年（令和2年）6月1日 - この日の出発便より運行を再開[21]。
- 2022年（令和4年）8月1日 - 期間限定で軽井沢駅まで延長した臨時バスを運行[22]。
- 2024年（令和6年）
  - 6月1日 - 昨今の利用状況により、この日の早朝到着便をもって当面の間運休[23]。
  - 12月27日 - 2025年（令和7年）1月5日までの期間限定運行[24]。

- 定期観光バス「パワースポット善光寺・戸隠と葛飾北斎の町小布施号」
- 定期観光バス オープントップバスで行く「信州の旅」
- JR飯田線の鉄道代行バス
  - 2021年8月13日の大雨によりJR東海・飯田線の辰野～宮木間の横川橋梁が損傷したため、8月23日より岡谷～伊那新町間でバス代行輸送を実施する。8月26日からはバス代行区間が辰野～伊那新町間に短縮している。伊那バスとともに飯田線運行再開の前日の11月14日まで運行した。
- 回遊軽井沢・オンデマンド交通「よぶのる軽井沢」

## 車両

### 一般路線車
主に長久保営業所の配置となっているが、中型、大型が混在する。最近では大半が中古購入車となっており、大型ノンステップバスも配置される。前・中扉仕様のバスでも中扉は締め切りとして前扉を出入口として使用している。
- 他支店にはいないいすゞ・ガーラミオも配置されている。
- M448-99401は元々びゅうバスカラーの専用車だったが、一般路線車に転用されている。
- かつては東日本では珍しい西工車体の日産ディーゼル・スペースランナー(RG80G)が導入されたが、現在は全て廃車になっている。
- 1999年に西武バスから、2002年には東京都交通局から中古車を導入していたが、現在はすべて廃車となっている。
- 小諸支店で新車導入した日産ディーゼルRM・ワンステップ車のL328-04504は2023年7月14日の運行をもって廃車となった。

### 高速車
青春ドリーム信州号、高峰・小諸 - 新宿線用のハイデッカー車両（日野・セレガ）の4列シートトイレ付き40座席仕様が配置されている。後部がパウダールーム仕様のH657-16405、16406、16417、16418（16405と16406は東京支店から転属）4台が配置されている。
- 配置台数が少なく、運用に足りないので新宿線には東京支店の車両やトイレ付き貸切登録車も使用している。
- H657-16417はJR東日本長野支社の観光キャンペーン「信州を列車で旅しよう！」のラッピングがされていた。

### 貸切車
ハイデッカー車は小諸支店に配置され、定期観光バスや碓氷線、スクールバス、高峰・小諸 - 新宿線にも使用している。スクールバス用で4列タイプの二階建てバスも配置されている。
- 碓氷線は貸切免許のため交通バリアフリー法の適用外となり、ハイデッカー車（多客時対応のため立席定員を7～9人取って47～49人乗りとしているもの）を主に使用している。2021年からは東京支店、諏訪支店などから転属してきた三菱ふそう・エアロエースをメインに使用している。碓氷線と群馬県安中市内の私立高校のスクールバス（長野県佐久地域～高校）がセットになった運用もある。季節運行の旧道経由めがねバスは中型車を使用することが多い。びゅうバスカラーの日野・セレガ（びゅうのロゴは撤去済）も時々使用されている。
- 長和町の通園バスはマイクロバスが黄色の専用カラーで長久保営業所に2台配置されている。
- 2021年夏から二階席オープントップの二階建てバス「めいぷるスカイ」が観光シーズンに期間配置されていた。雨天日の運行時は当支店配置の通常4列タイプの二階建てバスを使用していた。
- 2021年度には小諸市から新型コロナワクチンの接種会場への送迎バスを受託し、長野原支店から転属してきたマイクロバス（三菱ふそう・ローザ）や貸切車、高速車で運行していた。
- 碓氷線で活躍した日産ディーゼル（KL-UA452TAN）＋西日本車体工業製のトップドア仕様のツーステップバス（M538-04406号車）は2021年9月をもって引退した。
- 2025年6月に、ジェイアールバス東北から四季島専用バスのセレガSHDや一般貸切仕様のガーラHDが転籍してきた。

### コミュニティバス
小諸市スクールバスは2023年2月7日から新規に配置されたEVバス（中国・BYD製J6）で運行している。

長和町デマンドバス「ながわごん」は町が所有する日野・ポンチョとトヨタ・ハイエースが使用される。

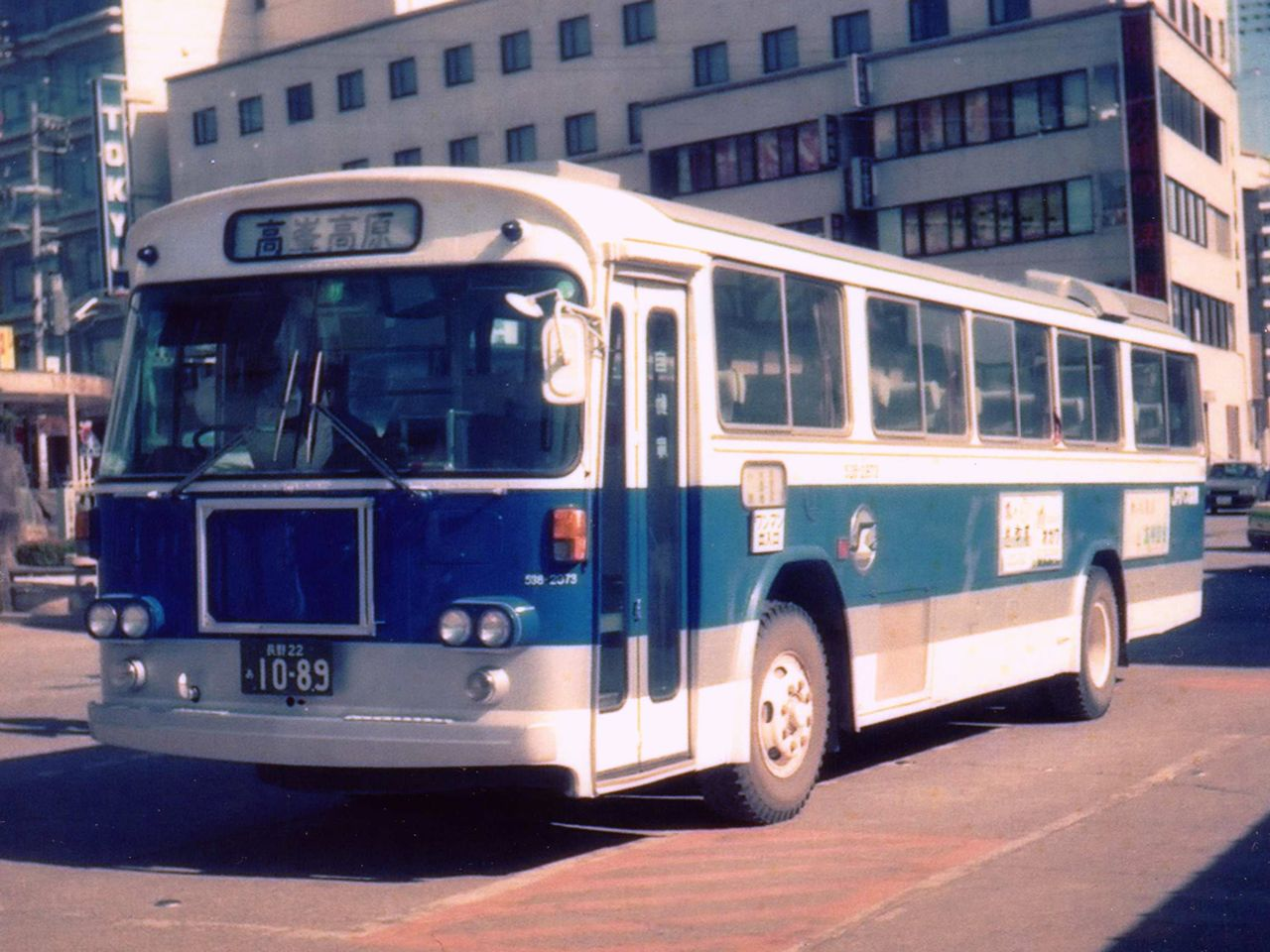
国鉄時代からトップドア車が多かった 538-2973
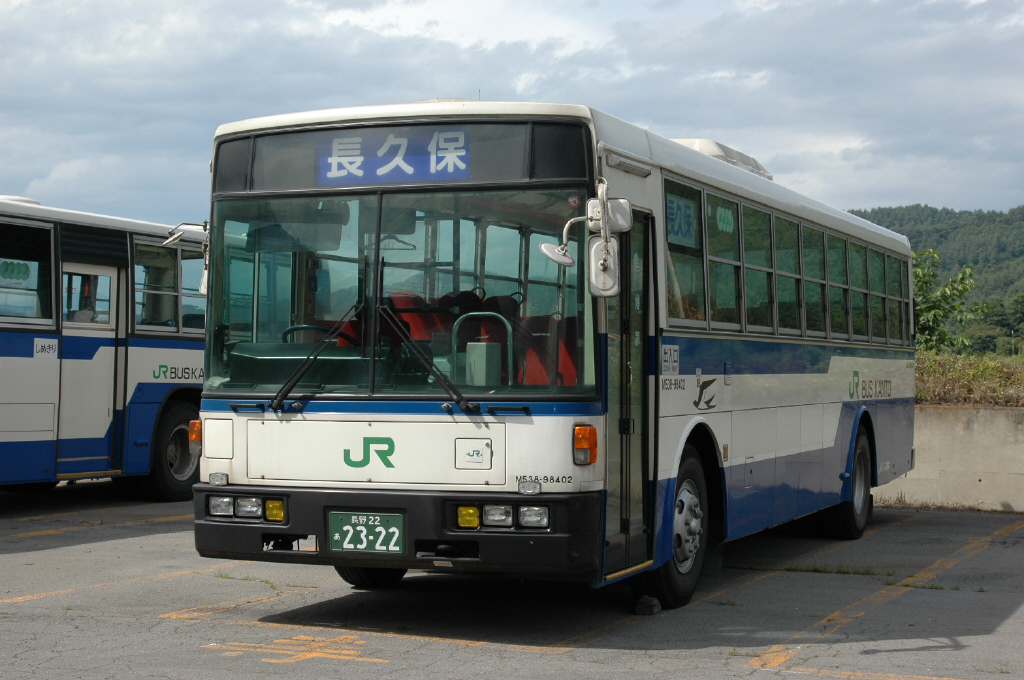
トップドア路線車 M538-98402
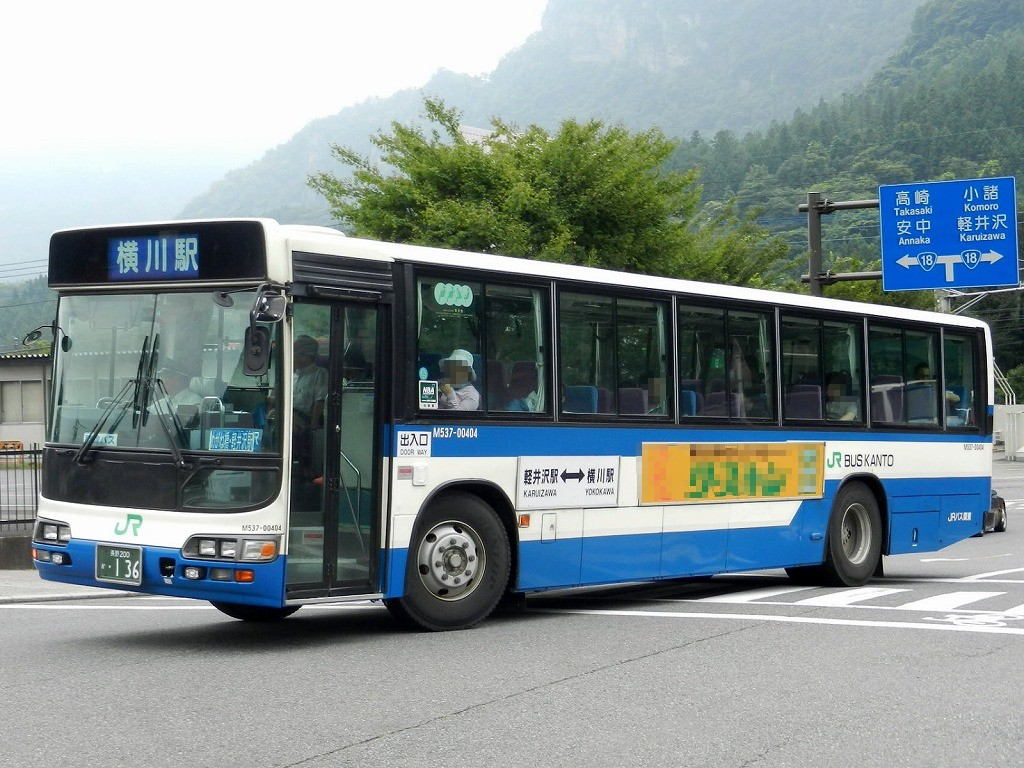
碓氷線専用のトップドア車 M537-00404
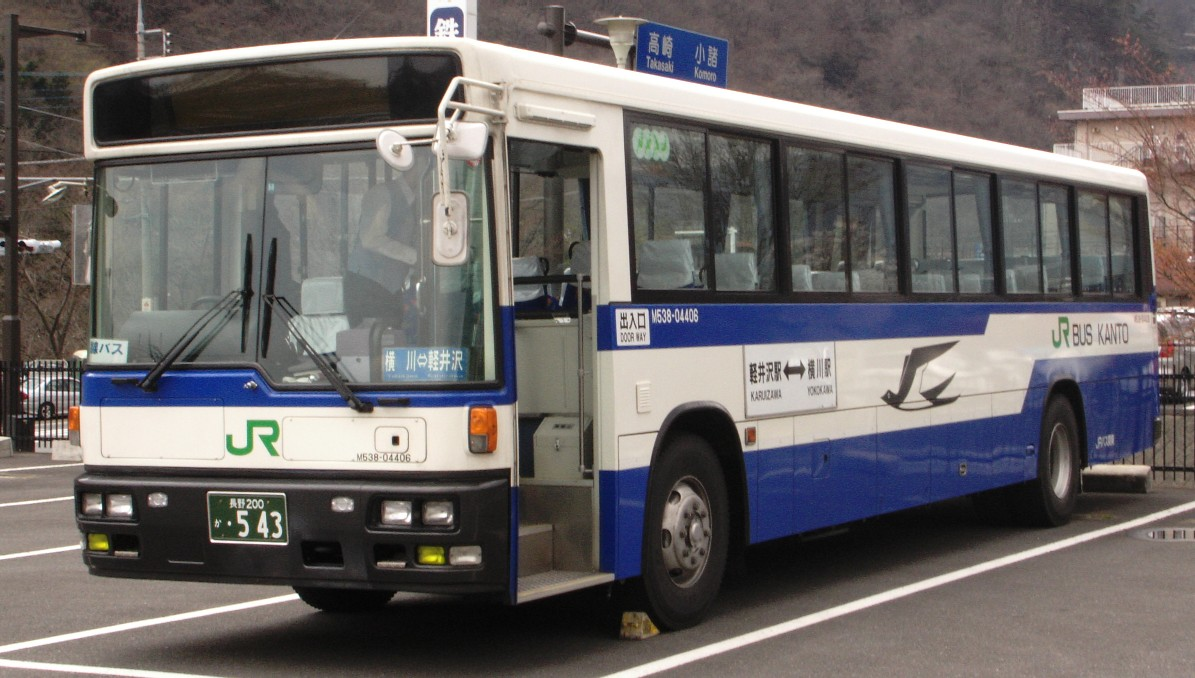
同 M538-04406
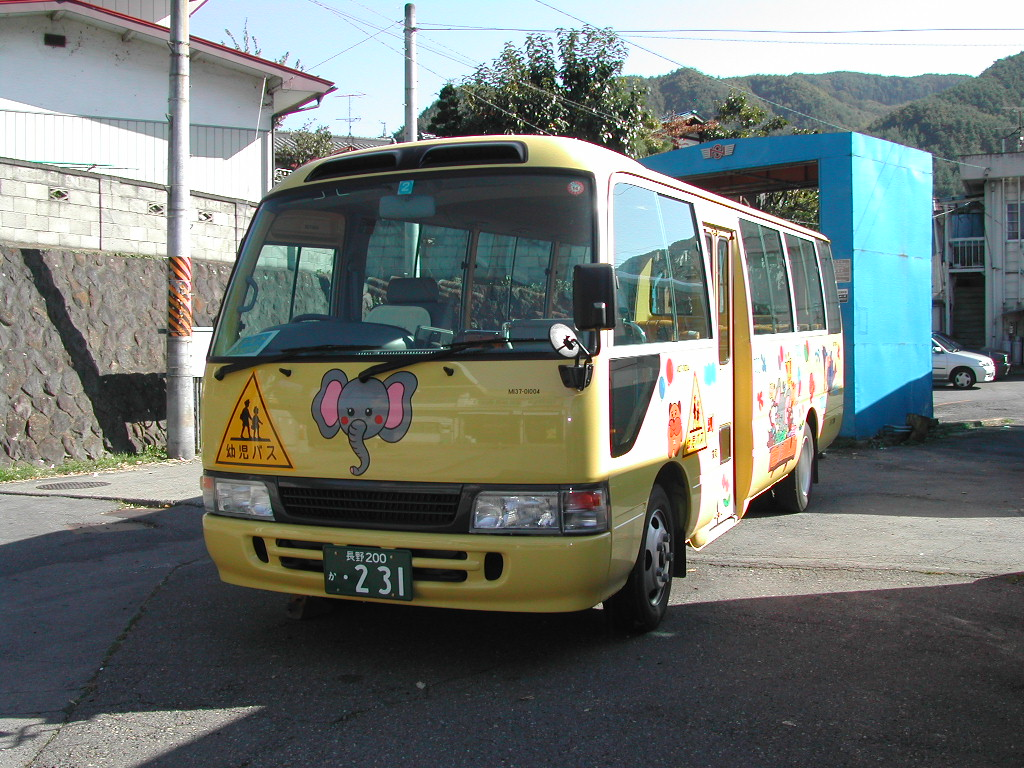
通園バス M137-01004

## 付帯事業
- 小諸支店構内でWeb予約制駐車場をタイムズと管理、運営している[25]
- 長久保営業所で月極駐車場（21台）を管理、運営している[26]。

## 特記事項
- JRバス関東の営業所で唯一、エリア内に高速バス路線がなかった。このため、東京支店などへの乗務員派遣という形態で東京、新宿発着の高速バスに関わっていた。上信越道の開通により、東部湯ノ丸SAで乗務員交代する運行形態で東京～金沢線を受け持つようになった。現在は小諸・佐久 - 新宿線、上州ゆめぐり号、東京ゆめぐり号などの運行に携わっている。